# Андреа Масіелло
Андреа Масіелло (італ. Andrea Masiello, нар. 5 лютого 1986, В'яреджо) — італійський футболіст, захисник клубу «Зюйдтіроль».

## Клубна кар'єра
Народився 5 лютого 1986 року в місті В'яреджо. Вихованець юнацької команди «Луккезе-Лібертас». Дебютував у першій команді в сезоні 2002/03, спочатку в Кубку Італії, а потім, 9 лютого 2003 року, і в чемпіонаті, зігравши в матчі Серії C1 зі «Спецією». Всього в першому сезоні взяв участь у 2 матчах чемпіонату.
Влітку 2003 року перейшов у «Ювентус», де перші два сезони виступав за молодіжну команду, вигравши Турнір Віареджо у 2004 та 2005 роках. 20 квітня 2005 року він дебютував за першу команду в Серії А в матчі проти «Інтернаціонале» (1:0), замінивши на 56 хвилині Алессандро Бірінделлі. Цей матч так і залишився єдиним для Андреа за «Ювентус».
Влітку 2005 року був відданий в оренду в «Авелліно» і за сезон зіграв 39 матчів у Серії В (плюс 2 гри в програному плей-ауті проти «Албінолеффе»), а також забив свій перший професійний гол у програному матчі проти «Чезени», проте команда все ж вилетіла у третій італійський дивізіон.

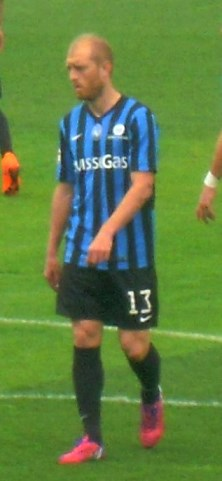
Андреа Масіелло під час виступів за «Аталанту» у 2015 році.

Після італійського футбольного скандалу, який відбувся у 2006 році, «Юве» було відправлено до Серії В. Таким чином, команда, щоб поліпшити фінансовий стан, віддала Масіелло разом з Абдулаєм Конко 22 серпня 2006 року були віддані на правах співволодіння у «Сієну». Такі не зігравши за цей клуб жодного матчу, 30 січня 2007 року «Ювентус» вирішив віддати свої 50 % прав на гравця «Дженоа» як частина угоди по переходу Доменіко Крішито в зворотньому напрямку. До кінця сезону Масіелло зіграв за «Дженоа» у 15 матчах та допоміг команді повернутись в Серію А. Після цього «грифони» викупили контракт гравця повністю, проте у вищому дивізіоні Масіелло у клубі виходив вкрай рідко.
22 січня 2008 року Масіелло було віддано в оренду з правом викупу в «Барі» з Серії Б. Дебютував у новому клубі 26 січня 2008 року в грі проти «Пізи» (1:1). 24 червня 2008 року, в кінці сезону, «Барі» скористався можливістю викупу половина прав на гравця. У наступному сезоні він був основним гравцем команди під керівництвом Антоніо Конте і допоміг «Барі» вийти до Серії А. У червні 2009 року апулійська команда викупила другу половину контракту. У Серії A 2009/10 він зіграв 37 ігор, забивши свої перші два голи у вищому італійському дивізіоні (проти «Парми» та «Сієни») і закінчив чемпіонат на високому десятому місці. Тим не менш у наступному сезоні 2010/11 років команда виступала дуже невдало, зайняла останнє місце та вилетіла до Серії B.
26 липня 2011 року на правах співволодіння перейшов до складу новачка Серії А «Аталанти». Гравець залишає «Барі» через три з половиною роки, з 138 матчами і 4 голами у всіх турнірах. Дебютував за «Аталанту» 21 серпня в Кубку Італії, в програному матчі проти «Губбіо» (3:4). Дебютував у чемпіонаті в другому турі (перший був відкладений), в грі з «Дженоа», а перший гол забив у матчі проти «Фіорентини» (2:2) 17 грудня. Останній матч у тому сезоні зіграв 15 січня 2012 року проти «Лаціо» (0:2), після чого його виступи були припинені в якості запобіжного заходу через справу по договірним матчам, тим самим закриваючи сезон з 17 матчами в Серії А (1 гол) і 1 матчем в Кубку Італії.
В підсумку Андреа був дискваліфікований на 2 роки і 5 місяців повної заборони на матчі і міг повернутись на поле лише 13 січня 2015 року. Тому лише через 1120 днів після останньої гри, 8 лютого 2015 року Масіелло повернувся на поле, вийшовши в основі матчу проти «Фіорентини» (2:3). В подальшому він став основним гравцем команди протягом наступних сезонів. Загалом відіграв за бергамський клуб 155 матчів в національному чемпіонаті.
29 січня 2020 року уклав контракт з «Дженоа». За наступні два з половиною роки провів за її команду 71 гру за його головну команду. після чого залишв генузький клуб.
У вересні 2022 року на правах вільного агента приєднався до команди «Зюйдтіроль».

## Виступи за збірні
2004 року дебютував у складі юнацької збірної Італії, взяв участь у 18 іграх на юнацькому рівні. Був учасником Юнацького чемпіонату Європи (U-19) 2004 року, де італійці не змогли вийти з групи.
Протягом 2005—2006 років залучався до складу молодіжної збірної Італії до 20 років. На молодіжному рівні зіграв у 3 офіційних матчах.

## Статистика виступів

### Статистика клубних виступів
Станом на 5 вересня 2022
| Сезон                | Команда              | Чемпіонат            | Чемпіонат | Чемпіонат | Національний кубок | Національний кубок | Національний кубок | Континентальні кубки | Континентальні кубки | Континентальні кубки | Інші змагання | Інші змагання | Інші змагання | Усього | Усього |
| Сезон                | Команда              | Ліга                 | Ігор      | Голів     | Ліга               | Ігор               | Голів              | Ліга                 | Ігор                 | Голів                | Ліга          | Ігор          | Голів         | Ігор   | Голів  |
| -------------------- | -------------------- | -------------------- | --------- | --------- | ------------------ | ------------------ | ------------------ | -------------------- | -------------------- | -------------------- | ------------- | ------------- | ------------- | ------ | ------ |
| 2002–03              | «Луккезе-Лібертас»   | C1                   | 2         | 0         | КІ+КІ-C            | ?+?                | ?                  | -                    | -                    | -                    | -             | -             | -             | 2+     | ?      |
| 2003–04              | «Ювентус»            | A                    | 0         | 0         | КІ                 | 0                  | 0                  | ЛЧ                   | 0                    | 0                    | СІ            | 0             | 0             | 0      | 0      |
| 2004–05              | «Ювентус»            | A                    | 1         | 0         | КІ                 | 0                  | 0                  | ЛЧ                   | 0                    | 0                    | -             | -             | -             | 1      | 0      |
| 2005–06              | «Авелліно»           | B                    | 39+2      | 1         | КІ                 | 2                  | 0                  | -                    | -                    | -                    | -             | -             | -             | 43     | 1      |
| 2006–07              | «Сієна»              | A                    | 0         | 0         | КІ                 | 0                  | 0                  | -                    | -                    | -                    | -             | -             | -             | 0      | 0      |
| 2006–07              | «Дженоа»             | B                    | 15        | 0         | КІ                 | 0                  | 0                  | -                    | -                    | -                    | -             | -             | -             | 15     | 0      |
| 2007–08              | «Дженоа»             | A                    | 4         | 1         | КІ                 | 0                  | 0                  | -                    | -                    | -                    | -             | -             | -             | 4      | 1      |
| Усього за «Дженоа»   | Усього за «Дженоа»   | Усього за «Дженоа»   | 19        | 1         |                    | 0                  | 0                  |                      | -                    | -                    |               | -             | -             | 19     | 1      |
| 2007–08              | «Барі»               | B                    | 20        | 0         | КІ                 | 0                  | 0                  | -                    | -                    | -                    | -             | -             | -             | 20     | 0      |
| 2008–09              | «Барі»               | B                    | 39        | 0         | КІ                 | 2                  | 0                  | -                    | -                    | -                    | -             | -             | -             | 41     | 0      |
| 2009–10              | «Барі»               | A                    | 37        | 2         | КІ                 | 1                  | 0                  | -                    | -                    | -                    | -             | -             | -             | 38     | 2      |
| 2010–11              | «Барі»               | A                    | 36        | 1         | КІ                 | 3                  | 1                  | -                    | -                    | -                    | -             | -             | -             | 39     | 2      |
| Усього за «Барі»     | Усього за «Барі»     | Усього за «Барі»     | 132       | 3         |                    | 6                  | 1                  |                      | -                    | -                    |               | -             | -             | 138    | 4      |
| 2011–12              | «Аталанта»           | A                    | 17        | 1         | КІ                 | 1                  | 0                  | -                    | -                    | -                    | -             | -             | -             | 18     | 1      |
| 2012–13              | «Аталанта»           | A                    | -         | -         | КІ                 | -                  | -                  | -                    | -                    | -                    | -             | -             | -             | -      | -      |
| 2013–14              | «Аталанта»           | A                    | -         | -         | КІ                 | -                  | -                  | -                    | -                    | -                    | -             | -             | -             | -      | -      |
| 2014–15              | «Аталанта»           | A                    | 14        | 0         | КІ                 | 0                  | 0                  | -                    | -                    | -                    | -             | -             | -             | 14     | 0      |
| 2015–16              | «Аталанта»           | A                    | 29        | 0         | КІ                 | 2                  | 0                  | -                    | -                    | -                    | -             | -             | -             | 31     | 0      |
| 2016–17              | «Аталанта»           | A                    | 35        | 3         | КІ                 | 3                  | 0                  | -                    | -                    | -                    | -             | -             | -             | 38     | 3      |
| 2017–18              | «Аталанта»           | A                    | 21        | 2         | КІ                 | 2                  | 0                  | ЛЄ                   | 8                    | 1                    | -             | -             | -             | 31     | 3      |
| 2017–18              | «Аталанта»           | A                    | 30        | 4         | КІ                 | 2                  | 0                  | ЛЄ                   | 8                    | 1                    | -             | -             | -             | 40     | 5      |
| 2018–19              | «Аталанта»           | A                    | 23        | 0         | КІ                 | 3                  | 0                  | ЛЄ                   | 6                    | 1                    | -             | -             | -             | 32     | 1      |
| 2019-січ. 2020       | «Аталанта»           | A                    | 7         | 0         | КІ                 | 1                  | 0                  | ЛЧ                   | 4                    | 0                    | -             | -             | -             | 12     | 0      |
| Усього за «Аталанту» | Усього за «Аталанту» | Усього за «Аталанту» | 155       | 8         |                    | 12                 | 0                  |                      | 18                   | 2                    |               | 0             | 0             | 185    | 10     |
| січ. черв. 2020      | «Дженоа»             | A                    | 15        | 0         | КІ                 | 0                  | 0                  | -                    | -                    | -                    | -             | -             | -             | 15     | 0      |
| 2020–21              | «Дженоа»             | A                    | 30        | 0         | КІ                 | 2                  | 0                  | -                    | -                    | -                    | -             | -             | -             | 32     | 0      |
| 2021–22              | «Дженоа»             | A                    | 7         | 0         | КІ                 | 0                  | 0                  | -                    | -                    | -                    | -             | -             | -             | 7      | 0      |
| Усього за «Дженоа»   | Усього за «Дженоа»   | Усього за «Дженоа»   | 71        | 1         |                    | 2                  | 0                  |                      | -                    | -                    |               | -             | -             | 73     | 1      |
| вер. 2022–23         | «Зюйдтіроль»         | B                    | -         | -         | КІ                 | -                  | -                  | -                    | -                    | -                    | -             | -             | -             | -      | -      |
| Усього за кар'єру    | Усього за кар'єру    | Усього за кар'єру    | 400+2     | 13+0      |                    | 22                 | 1                  |                      | 18                   | 2                    |               | 0             | 0             | 442    | 16     |

## Дискваліфікація
У квітні 2011 року Масіелло під час тригодинного допиту у справі про організацію договірних матчів зізнався, що отримав € 180 тис. за гол у свої ворота. Андреа, виступаючи за «Барі», забив автогол  в матчі з «Лечче» (гра відбулася 15 травня 2011 року і завершилася з рахунком 0:2) і допоміг останньому уникнути вильоту з Серії A. «Барі» до того моменту вже позбувся місця в елітному дивізіоні, і результат матчу для цієї команди нічого не значив. Масіелло, маючи всі можливості зупинити м'яч після прострілу гравця «Лечче» або просто його не чіпати (м'яч летів повз), замість цього, в падінні, відправив його у ворота.